# Jędrzejów (gmina)
Pour les articles homonymes, voir Jędrzejów (homonymie).
Jędrzejów est une gmina mixte du powiat de Jędrzejów, Sainte-Croix, dans le centre-sud de la Pologne. Son siège est la ville de Jędrzejów, qui se situe environ 36 km au sud-ouest de la capitale régionale Kielce.
La gmina couvre une superficie de 227,52 km2 pour une population de 29 178 habitants.

## Géographie
Outre la ville de Jędrzejów, la gmina inclut les villages de Borki, Borów, Brus, Brynica Sucha, Chorzewa, Chwaścice, Cierno-Zaszosie, Diament, Gozna, Ignacówka, Jasionna, Książe-Skroniów, Kulczyzna, Łączyn, Lasków, Lścin, Ludwinów, Łysaków Drugi, Łysaków Kawęczyński, Łysaków pod Lasem, Mnichów, Piaski, Podchojny, Podlaszcze, Potok Mały, Potok Wielki, Prząsław, Prząsław Mały, Przysów, Raków, Skroniów, Sudół, Węgleniec, Wilanów, Wolica, Wólka, Wygoda et Zagaje.
La gmina borde les gminy de Imielno, Małogoszcz, Nagłowice, Oksa, Sędziszów, Sobków et Wodzisław.